# Лаборецька нива
Лаборецька нива (Laborecká niva) — водно-болотне угіддя в Словаччині; геоморфологічна підодиниця масиву Східнословацька низовина. Середні висоти — 110 метрів. Місце розташування — Кошицький край.